# Geschichte des Krankenhauses
Die Geschichte des Krankenhauses umfasst die Entwicklungen bezüglich medizinischer Einrichtungen, deren Zweck es war, durch ärztliche und pflegerische Hilfeleistung Krankheiten, Leiden oder körperliche Schäden festzustellen, zu heilen oder zu lindern, von der Antike bis zur Gegenwart.

## Asklepios-Heiligtum
Das Asklepios-Heiligtum (Ασκληπιέιον Asklepieion, Plural: Asklepieia) wurde im 6./5. Jahrhundert v. Chr. in Griechenland von Kranken aufgesucht, in der Hoffnung, dass sie hier der Heilgott im Schlaf heilen und ihnen in Traumorakeln Ratschläge erteilen wird. In ihm fand nach Entrichtung einer Geldspende (Honorar) der sogenannte Heilschlaf, die Inkubation, statt. Gegen Abend legten sich die Kranken in den hierfür vorgesehenen Räumen auf die Liegen (altgriechisch κλίνη kline; daher stammt der Begriff Klinik) nieder. Die Tempeldiener (griech. altgriechisch ϑεραπευτής therapeutés) löschten das Licht und ermahnten alle zur Ruhe.
Aus heutiger Sicht haben die psychosomatischen Ursachen vieler Krankheiten, die Bereitschaft und der Glaube der Hilfesuchenden sowie die Ausstrahlung des Ortes sehr wahrscheinlich zu der Wechselwirkung beigetragen, die den Erfolg der Tempelmedizin im Zeichen des Asklepios gewährleistet hat.

## Indien
Der buddhistische König Aśoka hatte gemäß Iwan Bloch bereits im 3. Jahrhundert v. Chr. Krankenhäuser für Menschen und Tiere eingerichtet.

## Valetudinarium
Zur gesundheitlichen Versorgung ihrer Legionäre bauten die Römer um das Jahr 14 in Aliso bei Haltern eines der ersten Krankenhäuser („Valetudinarium“, von lat. „valetudo“ = „Gesundheitszustand“, „Krankheit“).
Pflegeeinrichtungen dieser Art sind erst seit der Regierungszeit des römischen Kaisers Augustus für die Antike nachweisbar.
Neben den militärischen Valetudinarien gab es auch die zivilen Sklavenvaletudinarien.
Vor allem Großgrundbesitzer in Italien ließen solche Einrichtungen bauen, um die Arbeitskraft ihrer teuer bezahlten Sklaven zu erhalten.
Vermutlich gab es auch für die Dienerschaft des römischen Kaiserhofes Valetudinarien, die für die privaten Behandlungsräume einiger reicher Familien als Vorbild dienten.
Die in der westdeutschen Region gelegenen Valetudinarien weisen alle rund 60 Krankenzimmer mit je zwei bis drei Betten auf. Badeabteilungen und Aborte mit Wasserspülung gehörten häufig dazu. Zum Personal der Militärlazarette zählen neben den Lagerärzten auch Arzneikundige, Schreiber und Inspektoren. In den zivilen Valedutinarien der reichen Römer arbeiten Sklavenärzte („servi medici“).

## Xenodochion und Hospital
Mit der Gründung (um 370) einer großen Krankenanstalt (genannt Basileias) durch Basilius den Großen in der Nähe von Caesarea in Kappadokien begann die christliche „Hospitalgeschichte“.
Sie bestand aus mehreren Abteilungen, vielleicht auf einzelne Häuser verteilt, in denen Reisende, Arme, Alte und Kranke entsprechend dem christlichen Gebot der Barmherzigkeit und Nächstenliebe Unterkunft und Pflege fanden. Wie das genannte Beispiel des ersten großen Xenodochions (griechisch ξενοδοχεῖον xenodocheion, Fremdenheim, Fremdenhaus, Aufnahmeort für Fremde, Herberge, Fremdenspital; von xenos = Fremder, dechomai = aufnehmen; lateinisch Xenodochium) zeigt, handelte es sich bei den Xenodochien (bzw. Xenodochia) um Mischanstalten, die Fremden und Armen, aber auch Kranken, Unterkunft und Pflege boten, wobei die genannte Anstalt wahrscheinlich die erste war, die zur medizinischen Versorgung ausgebildete Ärzte bereithielt (siehe Hospital).
Dem Vorbild des vor allem im westfränkischen Raum verbreiteten frühchristlichen Xenodochiums folgend entstanden zahlreiche Hospize oder Hospitäler speziell für Pilger. Sie wurden von der Kirche oder von Mönchen entlang der Pilgerwege und an den Zielorten der Pilger im östlichen Mittelmeerraum und in Nordafrika erbaut.
Das Hospital war ursprünglich – im Unterschied zum modernen Krankenhaus – ein Schutzraum für verschiedene Gruppen von schwachen, bedürftigen und obdachlosen Menschen, in dem vor allem arme Kranke Zuflucht fanden.
Das Wort Hospital (lat. hospes = Gast), Gastfreund oder Fremder verweist auf das Hospitium (lat. Herberge), von dem sich die französischen Bezeichnungen „hôpital“ und „hôtel“ ableiten.
Das Hôtel-Dieu bezieht sich, wie etwa in Paris, auf ein Hospital des Bischofs an Kathedralen.

## Leprosorium, Lazarett und Pesthaus
Eine Sonderform des Krankenhauses waren ab etwa 583 die Leprosorien (von griech. lepra = Aussatz).
Relativ isoliert von der übrigen Gesellschaft, sollten hier die Aussätzigen außerhalb der Kloster- und Stadtmauern ihr Leben fristen.
Die Leprosensiedlungen – später in Deutschland auch Siechenhäuser genannt – bestanden ursprünglich aus Holzhütten, die um eine Kapelle verstreut lagen.
Zur Aufbesserung ihres Lebensunterhaltes hatten die Kranken unter Einhaltung bestimmter Auflagen das Recht zu betteln.
Sie mussten eine kennzeichnende Kleidung und häufig auch Hörner, Schellen und Klappern tragen, um eine weitere Ansteckungsgefahr zu vermeiden.
Der um 1120 in Jerusalem gegründete Lazarus-Orden befasste sich speziell mit der Pflege von Aussätzigen in Lazaretten.
Die Pesthäuser wurden zumeist vorsorglich gegen die plötzlich hereinbrechende Seuche errichtet. Während die Leprosorien an den Ausfallstraßen nahe der Stadtmauer, häufig bei den Richtstätten lagen, glichen die Pesthäuser eher Gefängnissen, die sich weit von den Städten befanden.
Aus vielen Pesthäusern gingen erste Irren- und Krankenanstalten hervor – zum Beispiel die Berliner Charité (1710).

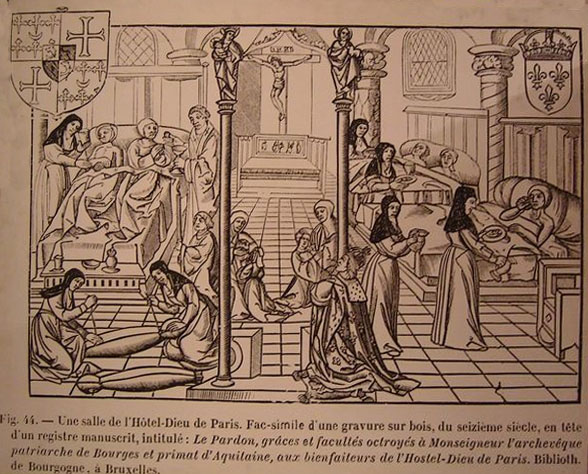
Hotel Dieu, Paris, gegründet 651

## Klostermedizin
Die Hospitäler im Mittelalter waren vor allem Ort der Fürsorge für Arme und Hilfsbedürftige, für Alte, für Waisen- und Findelkinder, für Pilger und Fremde. Daneben dienten sie der Krankenversorgung, die allerdings nur in sehr bescheidenem Umfang möglich war; so war eine Präsenz von Ärzten in den frühen Hospitälern eher selten. Einen Stadtarzt (Physikus), der das Spital mitversorgte, gab es allenfalls in den großen Städten. Zunächst als geistliche Einrichtungen bei Klöstern und Kirchen gegründet, wurden die Hospitäler im 12. und 13. Jahrhundert zunehmend religiösen Laienbruderschaften übertragen, die neben dem karitativen Dienst auch die Verwaltung übernahmen. Durch Schenkungen und Stiftungen wurden die Hospitäler zu bedeutsamen Wirtschaftsbetrieben, die teilweise über beträchtliche Vermögen verfügten. Hierzu trugen vor allem die Pfründner bei, die sich in die Hospitäler zu ihrer Alterssicherung und Altersversorgung „einkauften“.
Die Klostermedizin, die auch als monastische oder Mönchsmedizin bezeichnet wird, breitete sich nach dem Zusammenbruch des Römischen Weltreiches vom 6. bis zum 12. Jahrhundert im lateinischen Abendland aus. Sie ist grundsätzlich abzugrenzen von der arabischen und der byzantinischen Medizin, die – im Unterschied zur Klostermedizin – die wissenschaftliche Tradition der Antike systematisch aufnehmen und weiterführen. Die Mönchsmedizin begann mit der Klostergründung auf dem Monte Cassino durch Benedikt von Nursia um 529. Die Benediktinerregel macht die Krankenpflege für die Mönche zur christlichen Pflicht. Auch die Regel des Chrodegang aus dem 8. Jahrhundert (Regula canonicorum) sah die Sorge um die Kranken (durch den infirmarius) sowie die Sorge um die Bedürftigen (durch den hospitalarius) vor.
Zur Unterbringung der Armen, Kranken und Fremden gab es in den Klöstern verschiedene Formen der Herbergen:
- das Haus für Arme und Pilger (Hospitale pauperum, „Spital der Dürftigen“[15]),
- das Gästehaus für reiche Pilger (Hospitium),
- und den Krankensaal[16] für Mönche (Infirmarium).

Klosterhospitäler ähnelten z. T. Gotteshäusern (Kirchenschiff mit Altar); die Krankenpflege folgt hier neben der Pflege und Versorgung sonstiger Hilfsbedürftiger eher der Idee eines Gottesdienstes als einem medizinisch begründeten Hilfsprogramm. Die Ära der Klostermedizin ging im 12. Jahrhundert zu Ende. Das Konzil von Clermont sprach 1130 ein Praxisverbot für Geistliche aus. Im Vergleich zum Abendland, wo das Hospital aus religiösen Motiven weitgehend getrennt von der Medizin betrieben wurde, kam es im Orient relativ früh zu einem medizinischen Krankenhaus.
Im persischen Reich wurde schon in sassanidischer Zeit die Akademie von Gundischapur gegründet, in der eine theoretische und praktische Ausbildung stattfand.

## Islamische Krankenhäuser: Bimaristan und Şifa-hane

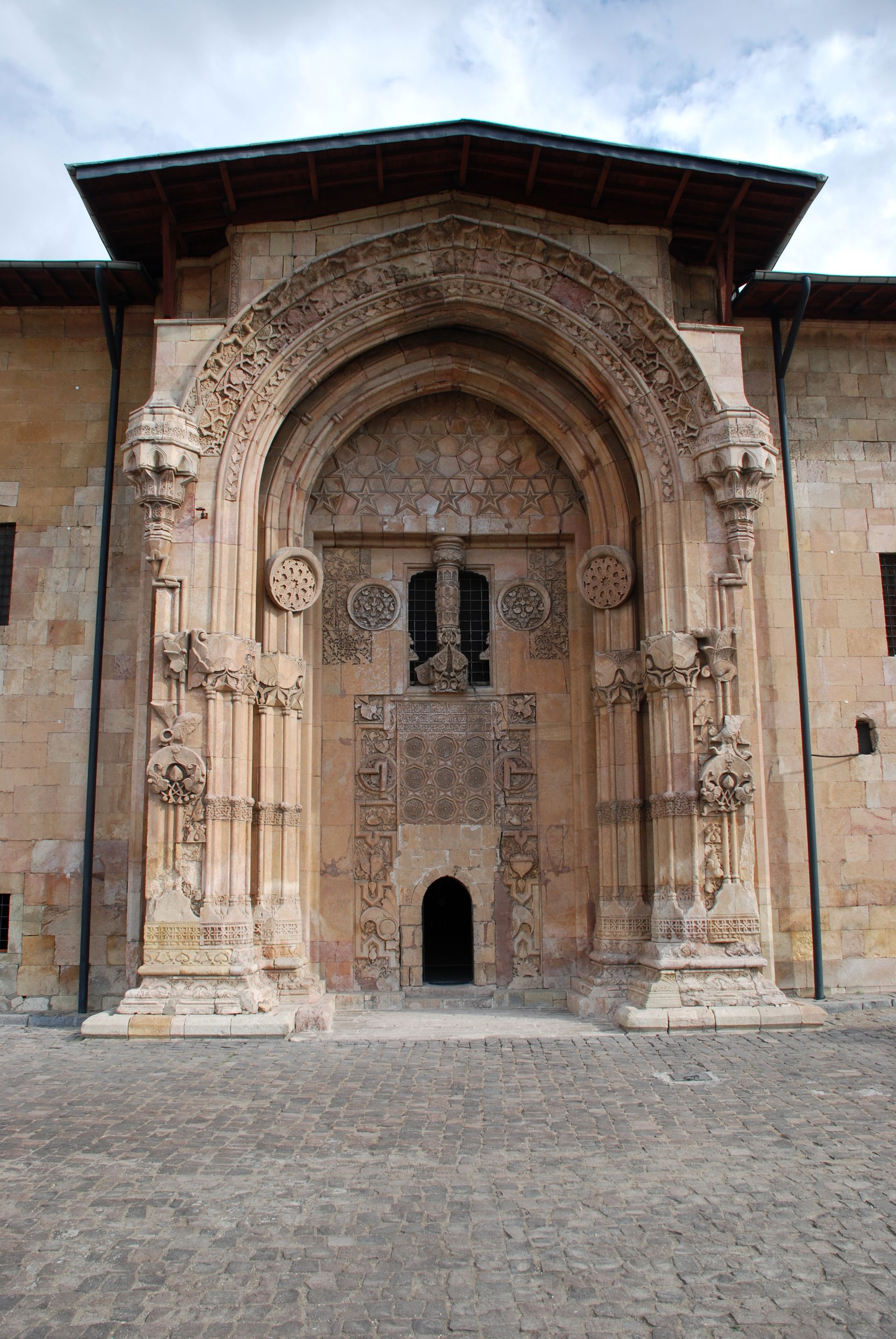
Portal des Şifa-hane der Divriği-Moschee, Seldschukenzeit, Türkei, 13. Jh.

Die Gründung von Krankenpflegeanstalten ist bei den Muslimen wie bei den Christen religiös begründet; Fürsorge für die Armen und Bedürftigen ist eine Pflicht. Das gesetzliche Almosen (arab. Zakat) ist die Dritte der „Fünf Säulen des Islam“.
Aufgrund dessen wurden Krankenhäuser meist im Rahmen einer religiösen Stiftung (Waqf) gegründet. Die Statuten solcher Stiftungen legten oft fest, dass niemand abgewiesen werden dürfe und bleiben solle, bis die Gesundheit vollständig wieder hergestellt worden sei.
In der islamischen Kultur entstanden in den meisten großen Städten Krankenhäuser (persisch بیمارستان, DMG Bimaristan, ‚Krankenhaus‘, türkisch Darüşşifa oder auch Şifahane), die zunächst Personen mit ansteckenden oder psychiatrischen Krankheiten eher isolieren als behandeln sollten. Später waren die Bimaristans wie öffentliche Krankenhäuser und Forschungseinrichtungen organisiert, und bildeten auch Studenten aus.
In Konstantinopel gab es bereits im späten 7. Jahrhundert stationäre Einrichtungen für Kranke, sogenannte Nosokomien, die auch eine Ausbildung am Krankenbett ermöglichten.
Bimaristans behandelten Kranke unabhängig von Herkunft oder Religion. Krankenhäuser finden sich meist als Teil eines Gebäudekomplexes um eine Moschee herum, dem eine Schule (Madrasa), Bibliothek, Apotheke und Küche zugeordnet waren. Männer und Frauen wurden in getrennten, aber gleich ausgestatteten Abteilungen behandelt. Je nach Größe des Bimaristan konnten eigene Abteilungen für Geistes-, Infektions- und Augenkrankheiten, chirurgische und nicht-chirurgische Fälle eingerichtet werden.

## Laien übernehmen die Krankenpflege

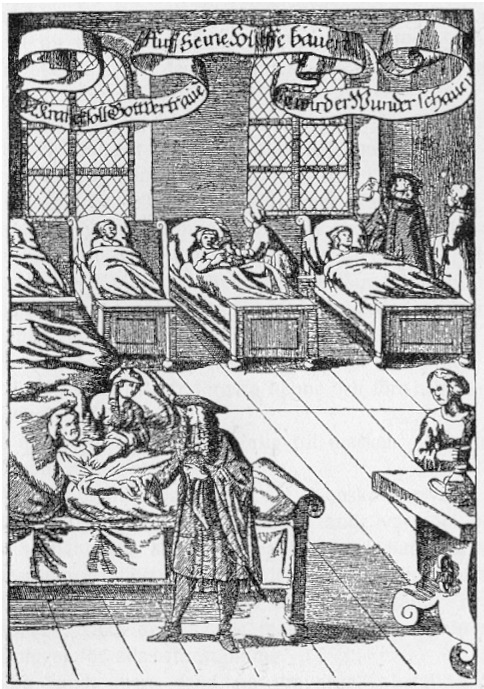
Arzt im Krankensaal eines Hospitals, Druck von 1682

In der Nähe des südfranzösischen Klosters von Cluny fanden sich am Ende des 11. Jahrhunderts, Männer und Frauen zusammen, die um ihres Seelenheils Kranke pflegen wollten. Der Ursprung lag in der klösterlichen Reformbewegung des 10. Jahrhunderts ausgehend von dem Kloster der Stadt Cluny.
Daraus folgte, dass die Pflege von Kranken innerhalb der Klostermauern als Störung des Klosterfriedens angesehen wurde. Zahlreiche europäische Klöster überließen deshalb ihre Spitäler Laienhelfern, aus denen teilweise weltliche Orden hervorgingen.
Eine weitere Verbürgerlichung der Krankenpflege und ihren Übergang in städtische Regie leiteten die geistlichen Ritterorden, zum Beispiel Johanniterorden und Deutscher Orden, infolge der Kreuzzüge ein.
Im 13. Jahrhundert gründeten die Bürger bzw. der Stadtrat in Lübeck das noch heute bestehende „Heiligen-Geist-Hospital“.
Eines der ältesten französischen Hospitäler, das 651 gegründete Pariser Hôtel-Dieu, erhielt um 1630 als erstes Krankenhaus eine eigene geburtshilfliche Abteilung. Die damit verbundene Hebammenschule genoss großes Ansehen.

## Vom Spital für Arme zum modernen Krankenhaus
Im 17. Jahrhundert brachte der französische Absolutismus einen neuen Hospitaltyp hervor, der in anderen Staaten zum Vorbild genommen wurde. In Paris wurde das Hôpital général für Männer und Frauen gegründet, in denen sich eigene Irrenabteilungen befanden.
Zu den frühesten deutschen Anstalten gehörte das Zucht- und Tollhaus in Celle (Bau: 1710–1739). Die staatspolitische Zielsetzung der zentralen Erfassung und Disziplinierung der gesamten arbeitsfähigen Bevölkerung spiegelte sich im Grundriss wider.
Das vorgeschaltete Zuchthaus für ein Strafvollzug, um den Zuchthof gruppiert, und das anschließende Tollhaus, das um den Tollhof angeordnet war.
Im Zentrum stand eine Kirche. Die Irren waren in Tollkoyen (Zellen) untergebracht, die das Aussehen von Käfigen hatten. Diese waren jeweils mit einer eigenen Toilette ausgestattet; die Exkremente wurden direkt in einen Kanal eingeleitet, der unter dem Tollhaus hindurchfloss.
Im 17. Jahrhundert wurde die Unterweisung der Medizinstudenten am Krankenbett, der klinische Unterricht, eingeführt, dessen erste Anfänge im 16. Jahrhundert von Padua ausgingen. Im 18. Jahrhundert kamen die ersten modernen Krankenhäuser auf. So wurde im Jahre 1710 die Charité als Pestkrankenhaus gegründet, jedoch erst 1727 zum „Lazareth und Hospital“ für das 1724 gegründete, staatliche „Collegium medico-chirurgicum“. 1717 wurde durch J. Juncker in Halle an der Saale das Krankenhaus der Franckesche Stiftungen für den klinischen Unterricht (Collegium clinicum Halense) genutzt. Eine erstmals als „Krankenhauß“ bezeichnete, jedoch weitgehend noch als Asyl für schwerkranke alte Menschen fungierende Anstalt wurde am 9. Juli 1770 in Nürnberg eröffnet.

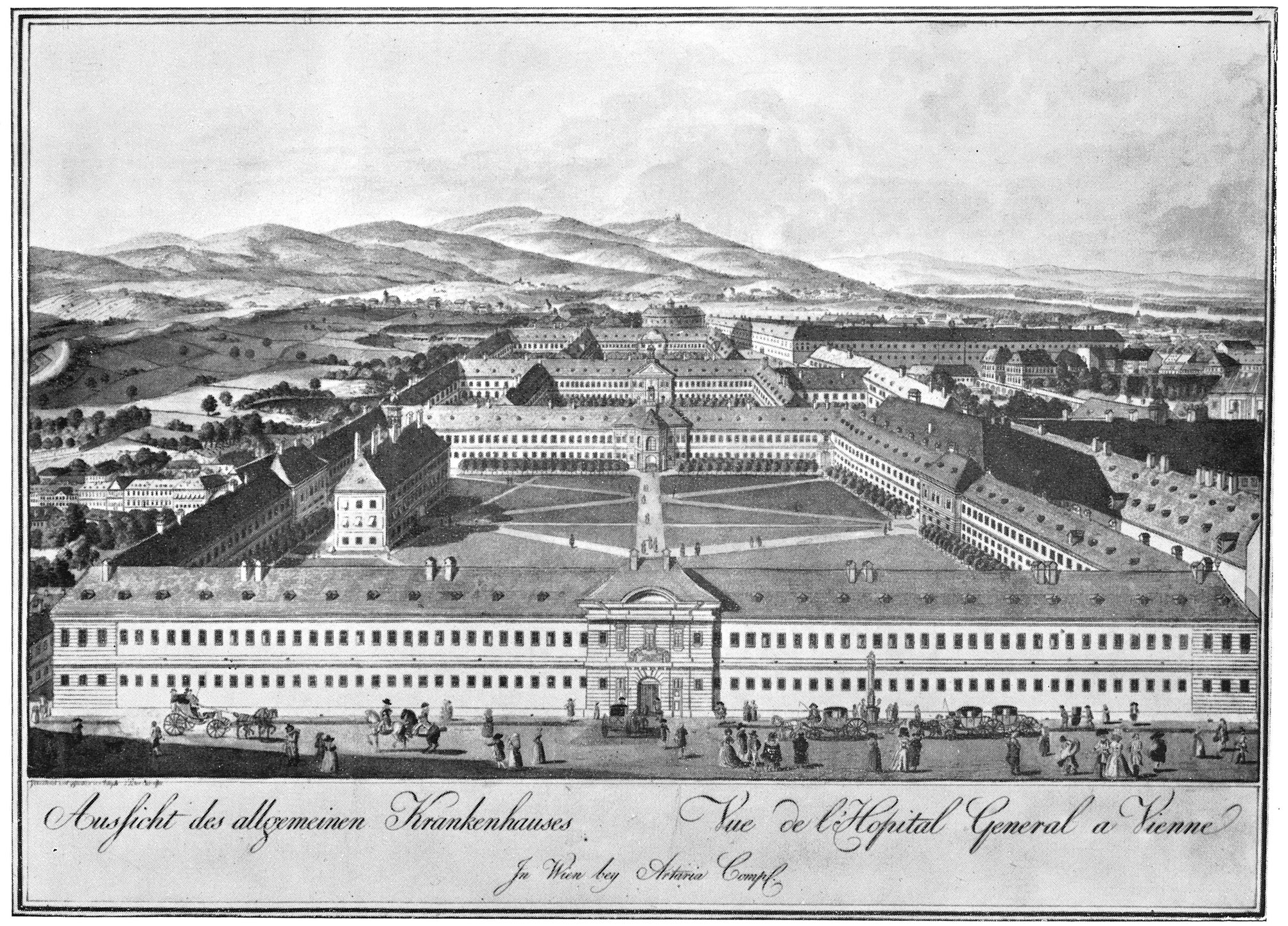
Allgemeines Krankenhaus der Stadt Wien 1784

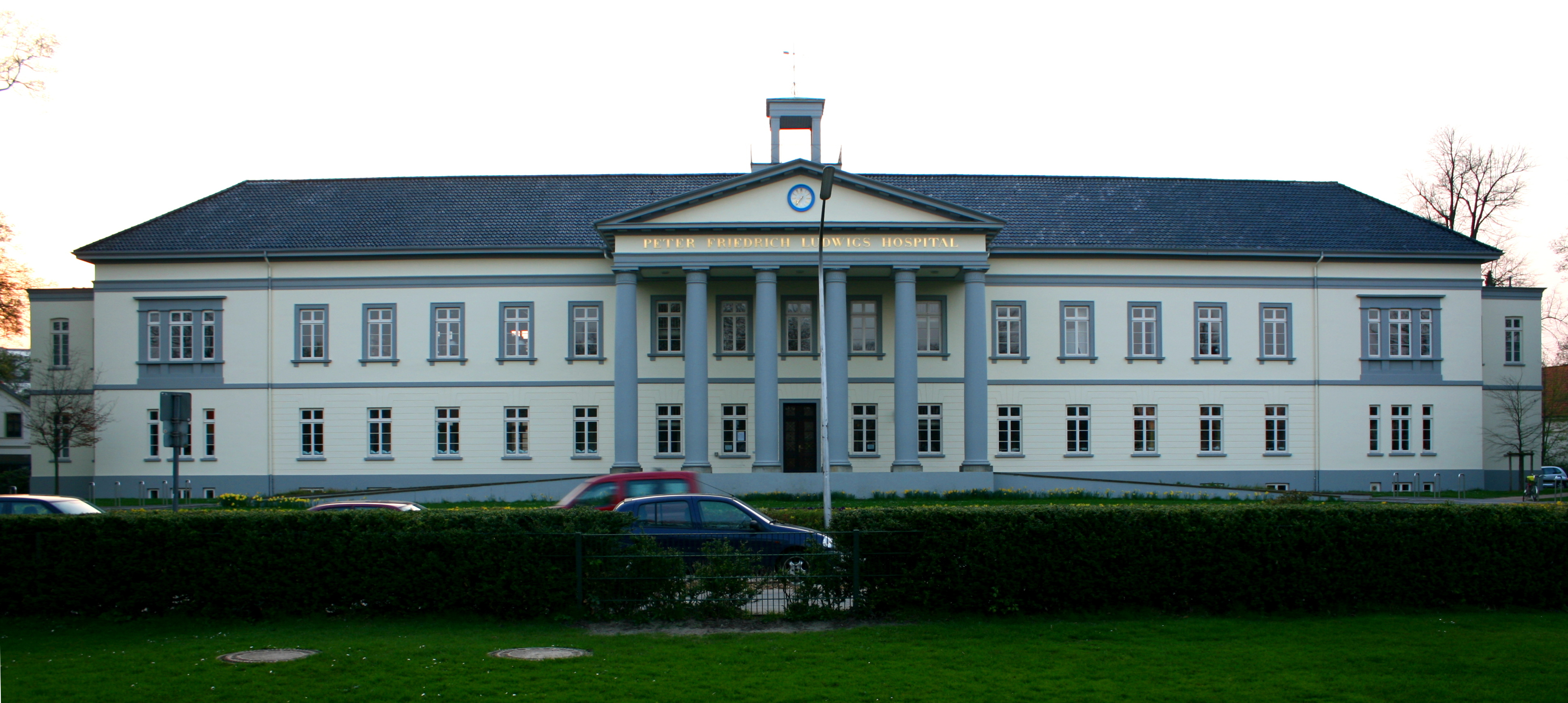
Peter Friedrich Ludwigs Hospital von 1841 war das erste Krankenhausmuseum der Welt

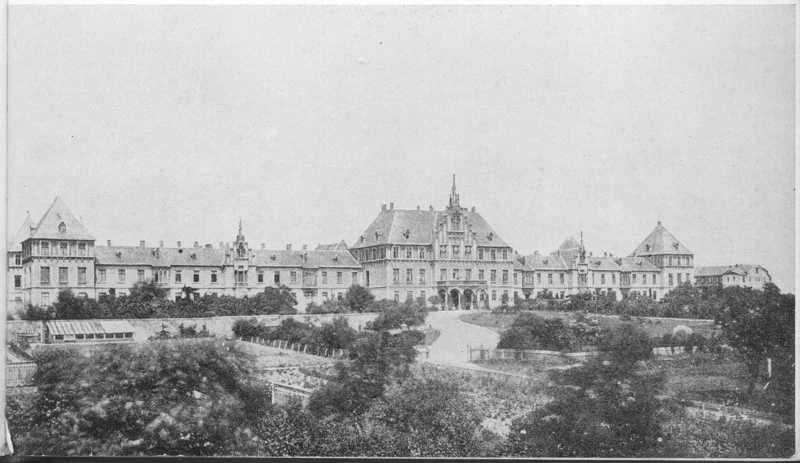
Irrenschloss, Frankfurt, Main 1864

Mit der Eröffnung des Allgemeinen Krankenhauses in Wien setzte 1784 Kaiser Joseph II. Maßstäbe bei Großkrankenhäusern in Mitteleuropa. Die 2000 Betten fassende Einrichtung entstand durch Umbau des Großen Armenhauses. Ungewohnt waren die weiten baumbewachsenen Höfe und Gärten. Die 111 Krankenzimmer mit durchschnittlich 20 Betten waren geräumig. Anders als etwa in Paris, wo sich drei bis vier Kranke ein Bett teilten, bekam hier jeder ein eigenes Bett. Zusammen mit der gepriesenen Reinlichkeit führte dies zu einer deutlich niedrigeren Sterblichkeit. Im letzten Hof wurde ein fünfstöckiger festungsähnlicher Rundbau mit schlitzartigen Fenstern für 200 bis 250 Geisteskranke erbaut, der Narrenturm. Jede Zelle hatte starke Gittertüren und Ringe zur Ankettung unbändiger Insassen. Zehn Jahre später galt der Turm infolge der Neuerungen in der Therapie von Geisteskranken bereits als völlig überholt.
Ab 1836 arbeiteten, nach der Idee des evangelischen Theologen Theodor Fliedner, zivil gekleidete Diakonissen, die eine Krankenpflegeschule mit moderner Unterrichtsform besuchten, in Krankenhäusern.
Neben wissenschaftlich-medizinischen Umwälzungen brachten auch Erfahrungen in Kriegen wie zum Beispiel den Befreiungskriegen gegen Napoleon (1813–1815) und dem Krimkrieg (1853/1854–56) besondere Neuerungen in pflegerischen Bereichen der Krankenhäuser. Das erste Krankenhaus-Lexikon für das Deutsche Reich erschien 1885.
Bis ins 19. Jahrhundert waren die öffentlichen Krankenanstalten in erster Linie Versorgungsstätten für die Unterschicht. Wer es sich leisten konnte, rief den Arzt zu sich nach Hause. Das änderte sich durch den raschen Fortschritt der Medizin: Die seit 1846 entwickelte Narkose eröffnete neue Felder wie die Bauchchirurgie, förderte den Ausbau von Operationssälen, die Beschaffung moderner medizinischer Geräte sowie den stationären Aufenthalt von Patienten. Gestärkt wurden die Krankenhäuser auch durch die Gründung von Universitätskliniken, die ihre Ärzte vermehrt am Patientenbett ausbildeten.
1889 wurde in Rochester im US-Bundesstaat Minnesota die Mayo-Klinik – damals noch St. Mary’s Hospital – eröffnet. Sie entwickelte sich zum Prototyp für eine neue Form der privaten Krankenhausorganisation, die durch die Kooperation verschiedener Spezialisten bestimmt wurde. Die neuen Methoden der Anästhesie, Asepsis und Antisepsis wurden von Anfang an berücksichtigt. Hier ist auch der Beginn der Großkrankenhäuser, mit 1000 Betten und mehr, zu sehen.
Als Sanatorien werden Heilstätten, Kur- und Genesungsheime bezeichnet. Der Begriff abgeleitet von lat. [sanare] = heilen, ist eine Wortschöpfung des 19. Jahrhunderts. Die so bezeichneten Einrichtungen befinden sich zumeist in privater Trägerschaft.